# Campionat de Catalunya de futbol 1921-1922
La temporada 1921-22 del Campionat de Catalunya de futbol fou la vint-i-tresena edició de la competició. Fou disputada la temporada 1921-22 pels principals clubs de futbol de Catalunya.

## Primera Categoria

### Classificació final
| Pos | Equip              | PJ | PG | PE | PP | GF | GC | DG  | Pts | Classificació |
| --- | ------------------ | -- | -- | -- | -- | -- | -- | --- | --- | ------------- |
| 1   | FC Barcelona (C)   | 10 | 9  | 1  | 0  | 63 | 8  | +55 | 19  | Campió        |
| 2   | CE Europa          | 10 | 5  | 3  | 2  | 22 | 20 | +2  | 14  | (+1)          |
| 3   | L'Avenç de l'Sport | 10 | 3  | 2  | 5  | 18 | 29 | −11 | 9   | (+1)          |
| 4   | FC Internacional   | 10 | 3  | 1  | 6  | 17 | 32 | −15 | 9   | (+2)          |
| 5   | CE Sabadell        | 10 | 2  | 3  | 5  | 20 | 22 | −2  | 6   | (-1)          |
| 6   | RCD Espanyol (O)   | 10 | 2  | 2  | 6  | 12 | 41 | −29 | 3   | Promoció (-3) |

El Barça tornà a obtenir el campionat cedint només un empat enfront l'Europa. Durant la temporada cal destacar les golejades davant l'Espanyol (0-9 i 10-0) que realitzà una de les seves pitjors temporades al campionat català, havent de disputar la promoció per evitar el descens. Fou la darrera temporada de l'històric Internacional a Primera A, a causa de la fusió amb l'altre equip del barri, el Centre d'Esports de Sants, formant la Unió Esportiva de Sants. Durant la temporada es produí la inauguració del Camp de Les Corts.
L'Espanyol va perdre els 2 punts de la seva victòria davant l'Inter i 1 punt de l'empat davant l'Europa per incompliment de tràmits referent a les llicències dels jugadors. Per mateix motiu, el Sabadell va perdre un punt del seu empat davant l'Avenç. Aquestes sancions ja estan comptabilitzades en els punts finals a la classificació.

### Resultats finals
- Campió de Catalunya: FC Barcelona
- Classificats per Campionat d'Espanya: FC Barcelona
- Descensos: Cap (l'Espanya perd la promoció davant l'Espanyol)
- Ascensos: Cap (l'Espanya perd la promoció davant l'Espanyol)

## Segona Categoria
| Pos | Equip          | PJ | PG | PE | PP | GF | GC | DG  | Pts | Classificació        |
| --- | -------------- | -- | -- | -- | -- | -- | -- | --- | --- | -------------------- |
| 1   | FC Espanya (C) | 10 | 6  | 0  | 4  | 22 | 20 | +2  | 16  | Campió (+4)          |
| 2   | FC Martinenc   | 10 | 7  | 1  | 2  | 34 | 17 | +17 | 16  | (+1)                 |
| 3   | FC Badalona    | 10 | 4  | 2  | 4  | 19 | 22 | −3  | 12  | (+2)                 |
| 4   | CE Júpiter     | 10 | 4  | 1  | 5  | 16 | 20 | −4  | 8   | (-1)                 |
| 5   | CS de Sants    | 10 | 2  | 2  | 6  | 12 | 19 | −7  | 4   | (-2) (Nota)          |
| 6   | Terrassa FC    | 10 | 3  | 2  | 5  | 17 | 22 | −5  | 2   | Promoció (-6) (Nota) |

Espanya i Martinenc disputaren un partit de desempat per decidir el campió del Primera B:
| FC Espanya              | 2 - 1 | FC Martinenc |
| ----------------------- | ----- | ------------ |
| Raich · Bertrand (p.p.) |       | Lakatos      |

El FC Espanya es proclamà campió i es classificà per disputar la promoció davant de l'Espanyol:
| FC Espanya | 0 - 2 | RCD Espanyol    |
| ---------- | ----- | --------------- |
|            |       | Ventura · Urgel |

| RCD Espanyol                     | 3 - 0 | FC Espanya |
| -------------------------------- | ----- | ---------- |
| Sotillos · Montesinos · Sotillos |       |            |

L'Espanyol, per tant, roman a Primera A i l'Espanya a Primera B, la següent temporada.

## Tercera Categoria
El campionat de tercera categoria (anomenat de Segona Categoria) es disputà, com els anys anteriors, dividit en grups segons criteris regionals:
- Grup A: Barcino, Andreuenc, Celtic, Poble Nou, Aguila, Atlètic Turó
- Grup B: Catalunya de Les Corts, Stadium, Argós, Núria, Cortsenc
- Grup C: Güell, Hospitalenc, Sant Joan Despí, Santfeliuenc, Molins de Rei, Santboià
- Grup D: Martorell, Noia, Joventut Nacionalista, Ateneu Igualadí, Catalònia
- Grup E: CE Manresa, Castellarenc, Nacional, Rubí, Català, Atlètic FC de Sabadell
- Grup F: Montgat, Llevant, Adrianenc, Catalunya de Badalona, Tiana, Masnou
- Grup G: Granollers SC, Marià-Ausa FC, SC Mollet, Santa Perpètua FC. SC Caldes es retirà abans de començar la competició.[14][15]

A la demarcació de Barcelona els vuit campions Atlètic Turó, Atlètic FC de Sabadell, Ateneu Igualadí, Iluro de Mataró, Santboià, EC Granollers, Catalunya de Les Corts i Catalunya de Badalona s'enfrontaren en una lligueta on l'Athletic FC de Sabadell es proclamà campió assolint l'ascens a la Primera B en quedar una plaça lliure després de la fusió Internacional-CS Sants.
A Lleida disputaren el campionat els clubs: Mollerussa, Lleida, Tàrrega, Balaguer, Cervera i Bellvís. Tàrrega FC fou campió.
A Girona disputaren el campionat els clubs: UD Girona, Ateneu Deportiu Guíxols, UE Figueres, FC Blanes i FC Portbou. Inicialment va guanyar el campionat la UD Girona, però finalment va acabar sent-ho l'Ateneu Deportiu Guíxols.
A Tarragona el campió fou el Reus Deportiu.
A final de temporada es disputà el campionat de Catalunya de tercera categoria entre els diversos campions de Barcelona, Tarragona, Lleida i Girona.
- Ateneu Deportiu Guíxols 2 - Tàrrega FC 1
- Athletic FC de Sabadell 2 - Reus Deportiu 1

L'Ateneu Deportiu Guíxols es proclamà campió de Catalunya de tercera categoría.
| Ateneu Deportiu Guíxols | 2 - 1 | Athletic FC de Sabadell |
| ----------------------- | ----- | ----------------------- |
|                         |       |                         |

 Camp del carrer Indústria, Barcelona